# Pablo Cardozo
Pablo Cardozo (Buenos Aires, 23 dicembre 1972) è un ex calciatore australiano, di ruolo attaccante.

## Carriera
Ha giocato quasi sempre in Australia, con qualche esperienza in Europa e in Nuova Zelanda con il Waitakere United.
Ha giocato 4 partite con la Nazionale australiana.
Nel settembre 2015 era stato nominato allenatore della formazione Under-15 del Sydney Olympic Football Club.

## Statistiche

### Cronologia presenze e reti in nazionale
| Cronologia completa delle presenze e delle reti in nazionale ― Australia | Cronologia completa delle presenze e delle reti in nazionale ― Australia | Cronologia completa delle presenze e delle reti in nazionale ― Australia | Cronologia completa delle presenze e delle reti in nazionale ― Australia | Cronologia completa delle presenze e delle reti in nazionale ― Australia | Cronologia completa delle presenze e delle reti in nazionale ― Australia | Cronologia completa delle presenze e delle reti in nazionale ― Australia | Cronologia completa delle presenze e delle reti in nazionale ― Australia |
| Data                                                                     | Città                                                                    | In casa                                                                  | Risultato                                                                | Ospiti                                                                   | Competizione                                                             | Reti                                                                     | Note                                                                     |
| ------------------------------------------------------------------------ | ------------------------------------------------------------------------ | ------------------------------------------------------------------------ | ------------------------------------------------------------------------ | ------------------------------------------------------------------------ | ------------------------------------------------------------------------ | ------------------------------------------------------------------------ | ------------------------------------------------------------------------ |
| 12-2-2000                                                                | Valparaiso                                                               | Australia                                                                | 0 – 0                                                                    | Slovacchia                                                               | Amichevole                                                               | -                                                                        | 82’                                                                      |
| 15-2-2000                                                                | Valparaíso                                                               | Australia                                                                | 1 – 1                                                                    | Bulgaria                                                                 | Amichevole                                                               | -                                                                        | 57’                                                                      |
| 12-6-2000                                                                | Brisbane                                                                 | Australia                                                                | 0 – 0                                                                    | Paraguay                                                                 | Amichevole                                                               | -                                                                        | 67’                                                                      |
| 23-6-2000                                                                | Papeete                                                                  | Australia                                                                | 6 – 0                                                                    | Isole Salomone                                                           | Coppa d'Oceania 2000 - 1º turno                                          | 1                                                                        | 33’                                                                      |
| Totale                                                                   |                                                                          | Presenze                                                                 | 4                                                                        |                                                                          | Reti                                                                     | 1                                                                        |                                                                          |